# Badister transversus
Badister transversus är en skalbaggsart som beskrevs av Thomas Casey. Badister transversus ingår i släktet Badister och familjen jordlöpare. Inga underarter finns listade i Catalogue of Life.